# Longseller
Unter Longsellern versteht man Kulturprodukte, die sich über längere Zeiträume beständig verkaufen. Der Begriff steht im Gegensatz zu Bestsellern, von denen innerhalb kurzer Zeit hohe Stückzahlen verkauft werden.
Bei Longsellern ist zu unterscheiden zwischen Top-Longsellern, die sich gleich nach Erscheinen gut verkaufen und über die Jahre gesehen beständig gut weiter gekauft werden; dazu zählen die im Musikbereich die sogenannten Klassiker wie beispielsweise Miles Davis’ Kind of Blue (Jazz), The Beatles’ Sgt. Pepper’s Lonely Hearts Club Band, Pink Floyds The Wall, Nirvanas Nevermind oder ähnliche. Dann gibt es die Longseller, welche sich erst über die Zeit zu solchen entwickeln und schließlich zu Klassikern ihres Genres werden wie z. B. Pavlov’s Dog Pampered Menial oder sämtliche Bob-Dylan-Platten.
Bei Büchern sind es oft Nachschlagewerke und Fachbücher, die einen anhaltenden Erfolg verzeichnen und als Standardwerk gelten. Beispiele dafür sind das Wörterbuch Duden und das Klinische Wörterbuch Pschyrembel. Im Bereich der Belletristik sind zumeist es Klassikerausgaben und Schullesestoff, aber auch „zeitlose“ Werke wie Texte von Karl May, Arthur Conan Doyle, Umberto Eco oder Alexandre Dumas. Eine Neuverfilmung kann aus einem Longseller dann oft auch einen (kurzfristigen) Bestseller machen.

## Longseller des frühen 20. Jahrhunderts
Nach einer Statistik von 1938 erzielten die folgenden deutschen literarischen Werke bis 1938 eine Auflage von mehr als 500.000 Exemplaren:
- 860.000 Exemplare – Richard Voß: Zwei Menschen, 1891
- 770.000 Exemplare – Waldemar Bonsels: Die Biene Maja und ihre Abenteuer, 1912
- 677.000 Exemplare – Ludwig Ganghofer: Schloß Hubertus, 1895
- 615.000 Exemplare – Felix Dahn: Ein Kampf um Rom, 1876
- 583.000 Exemplare – Rudolf Herzog: Die Wiskottens, 1905
- 573.000 Exemplare – Paul Keller: Die Heimat, 1903
- 525.000 Exemplare – Rudolf G. Binding: Der Opfergang, 1912
- 504.000 Exemplare – Hermann Löns: Der Wehrwolf, 1910
- 500.000 Exemplare – Rainer Maria Rilke: Die Weise von Liebe und Tod des Cornets Christoph Rilke, 1906
- 500.000 Exemplare – Felicitas Rose: Heideschulmeister Uwe Karsten, 1909
- 500.000 Exemplare – Walter Flex: Der Wanderer zwischen beiden Welten, 1916